# فرودگاه یادبود باب بیکر
فرودگاه یادبود باب بیکر (به انگلیسی: Bob Baker Memorial Airport) یک فرودگاه همگانی با کد یاتا IAN است که یک باند فرود شن دارد و طول باند آن ۱۰۳۶ متر است. این فرودگاه در شهر کیانا، آلاسکا کشور ایالات متحده آمریکا قرار دارد و در ارتفاع ۵۱ متری از سطح دریا واقع شده‌است.